# Сенсорный родопсин II

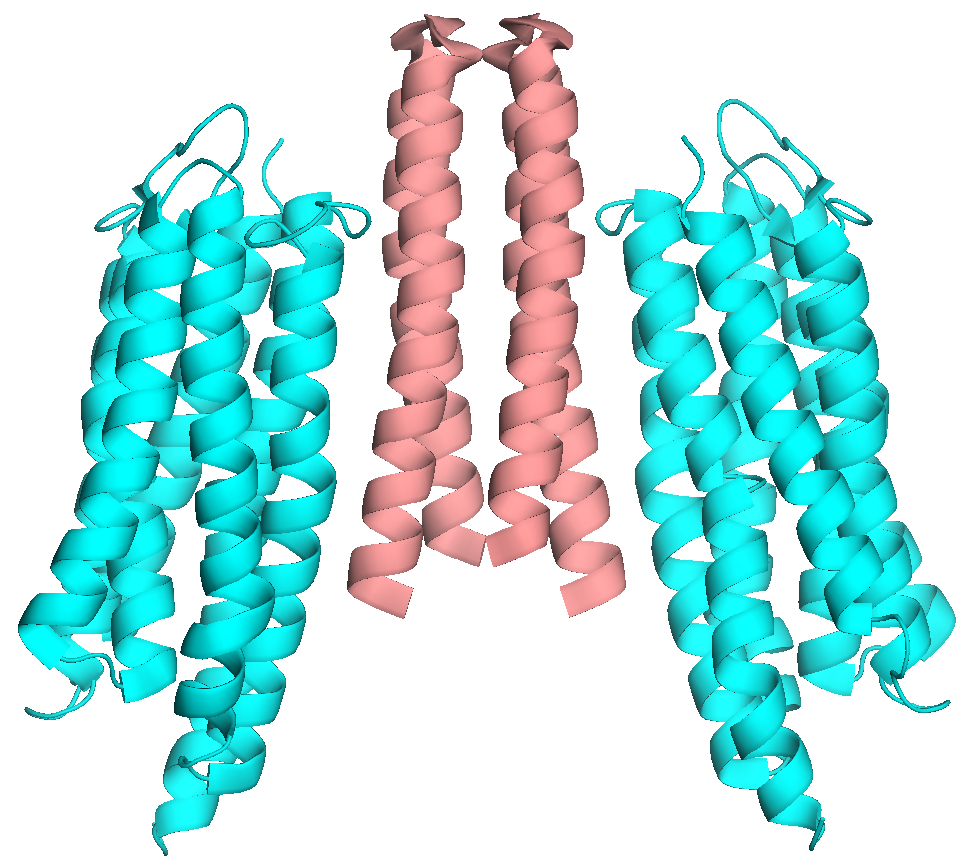
Димер комплекса сенсорного родопсина II и белка-трансдьюсера. Сенсорный родопсин изображен голубым. Вид в плоскости мембраны.

Се́нсорный родопси́н II (фо́бородопсин) — фотоактивный семиспиральный трансмембранный белок архей, служит им для отрицательного фототаксиса и относится к тому же семейству белков, что и бактериородопсин.

## Структура
В состав сенсорного родопсина II археи Natronomonas pharaonis входят 239 аминокислотных остатков, организованных в семь трансмембранных спиралей, и ретиналь, ковалентно связанный с лизином 205 посредством Шиффова основания. Последовательность сенсорного родопсина II схожа с последовательностью бактериородопсина на 27 % (до 80 % в области ретиналь-содержащего кармана). Посредством точечных мутаций можно заставить действовать сенсорный родопсин в роли бактериородопсина, и наоборот.

## Функция
В мембране СРII образует комплекс с белком-трансдьюсером (передатчиком сигнала), и комплексы димеризуются. При поглощении фотона (максимум поглощения СРII приходится на 500 нм) сигнал с белка передается на трансдьюсер, и далее через киназы на жгутик. Таким образом бактерия может избегать вредный для неё около-УФ свет.
На данный момент известны структуры для основного состояния отдельного СРII в комплексе с трансдьюсером и промежуточных состояний для комплекса, при этом механизм функционирования белка также не выяснен до конца.